# Ишъклар (квартал на Истанбул)
„Ишъклар“ (на турски: Işıklar) е квартал на Истанбул, разположен в градска околия Еюпсултан. Общата му площ е 10,8 км2. Според данни на Адресната система за регистриране на населението (ABPRS) към 2024 г. населението на „Ишъклар“ е 549 жители.